# Truman Handy Newberry
Pour les articles homonymes, voir Handy et Newberry.
Truman Handy Newberry, né le 5 novembre 1864 à Détroit (Michigan) et mort le 3 octobre 1945 à Grosse Pointe (Michigan), est un homme politique américain. Membre du Parti républicain, il est secrétaire à la Marine entre 1908 et 1909 dans l'administration du président Theodore Roosevelt puis sénateur du Michigan entre 1919 et 1922.